# František Dvorský (politik)
František Dvorský (25. dubna 1922 – 17. září 1996) byl slovenský a československý politik Komunistické strany Slovenska a poúnorový poslanec Národního shromáždění ČSSR a Sněmovny lidu Federálního shromáždění.

## Biografie
Od roku 1945 působil v Komunistické straně Slovenska na různých pozicích. Nejprve jako předseda OV KSS v Považské Bystrici, poté byl krátce tajemníkem KSS v Malackách a později v Nitře. 1953-1955 vedoucí oddělení ÚV KSS v Bratislavě, 1955-1958 byl krajským tajemníkem KSS v Košicích. V letech 1960-1968 byl krajským tajemníkem v Bratislavě, kde také externě vystudoval VŠ hospodářských věd.
Ve volbách roku 1960 byl zvolen za KSČ do Národního shromáždění ČSSR za Západoslovenský kraj. Mandát obhájil ve volbách v roce 1964. V Národním shromáždění zasedal až do konce jeho funkčního období v roce 1968. K roku 1968 se uvádí profesně jako tajemník Ústředního výboru Národní fronty z Trnavy.
11. sjezd KSČ ho zvolil za člena Ústředního výboru Komunistické strany Československa. 12. sjezd KSČ a 13. sjezd KSČ ho ve funkci potvrdil. V letech 1946-1970 se uvádí jako člen Ústředního výboru Komunistické strany Slovenska či účastník plenárních zasedání ÚV KSS.
Po federalizaci Československa usedl roku 1969 do Sněmovny lidu Federálního shromáždění (volební obvod Trnava), kde setrval do konce volebního období, tedy do voleb roku 1971.
V červenci 1969 byl jmenován československým velvyslancem v Maďarsku, kde působil až do března 1974, poté se vrátil do vlasti, kde krátce působil jako náměstek ředitele Slovenské státní pojišťovny.